# ふな塚古墳
ふな塚古墳（ふなつかこふん）は、岐阜県各務原市鵜沼大伊木町にある前方後円墳。正式には大牧4号墳という。築造は古墳時代後期（6世紀後半～7世紀初頭）。大牧古墳群の中で1号墳に次いでよく残っている古墳である。

## ギャラリー

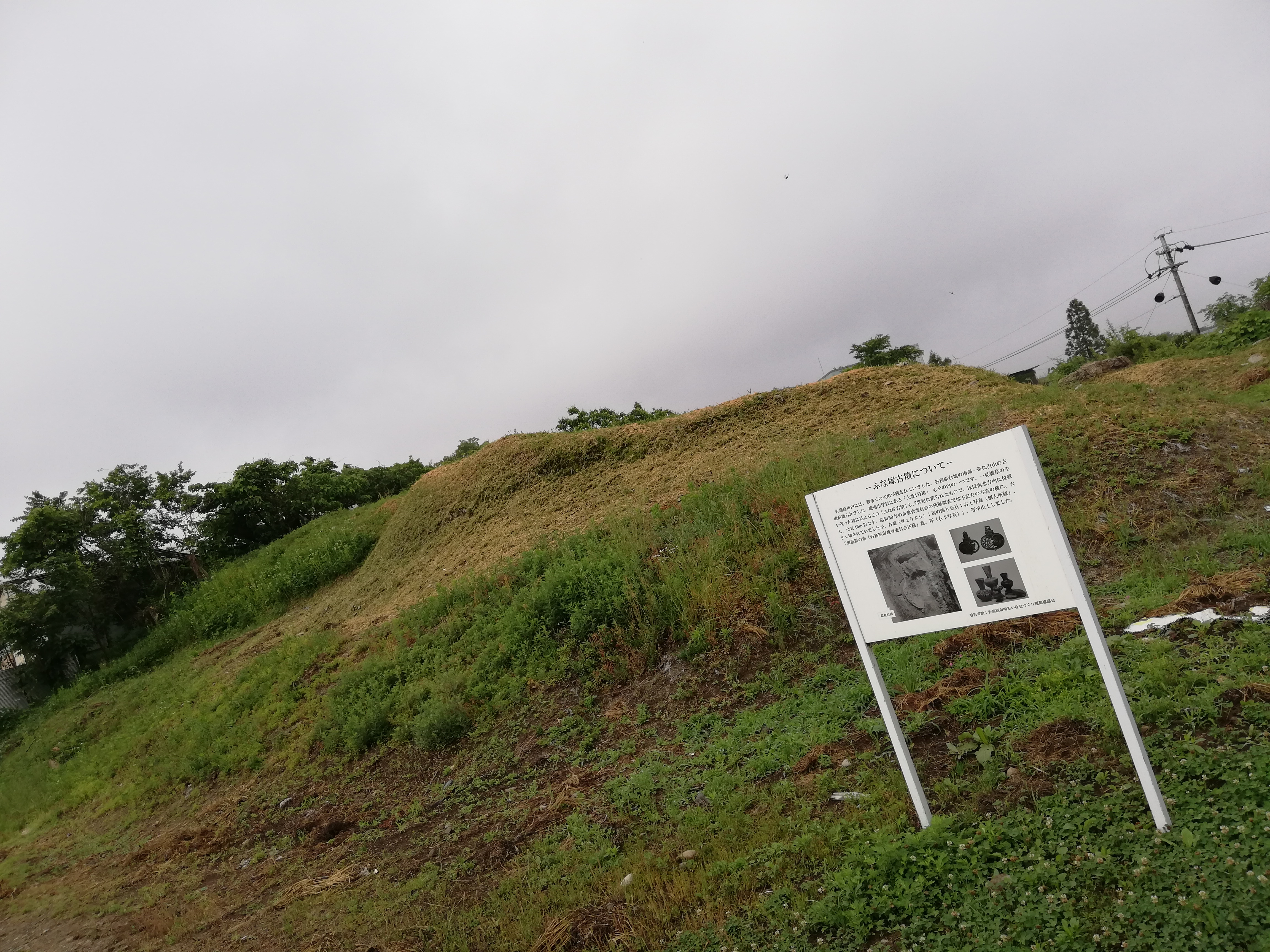
後円部。大きく破壊を受け、中央部がかなり凹んでいる。
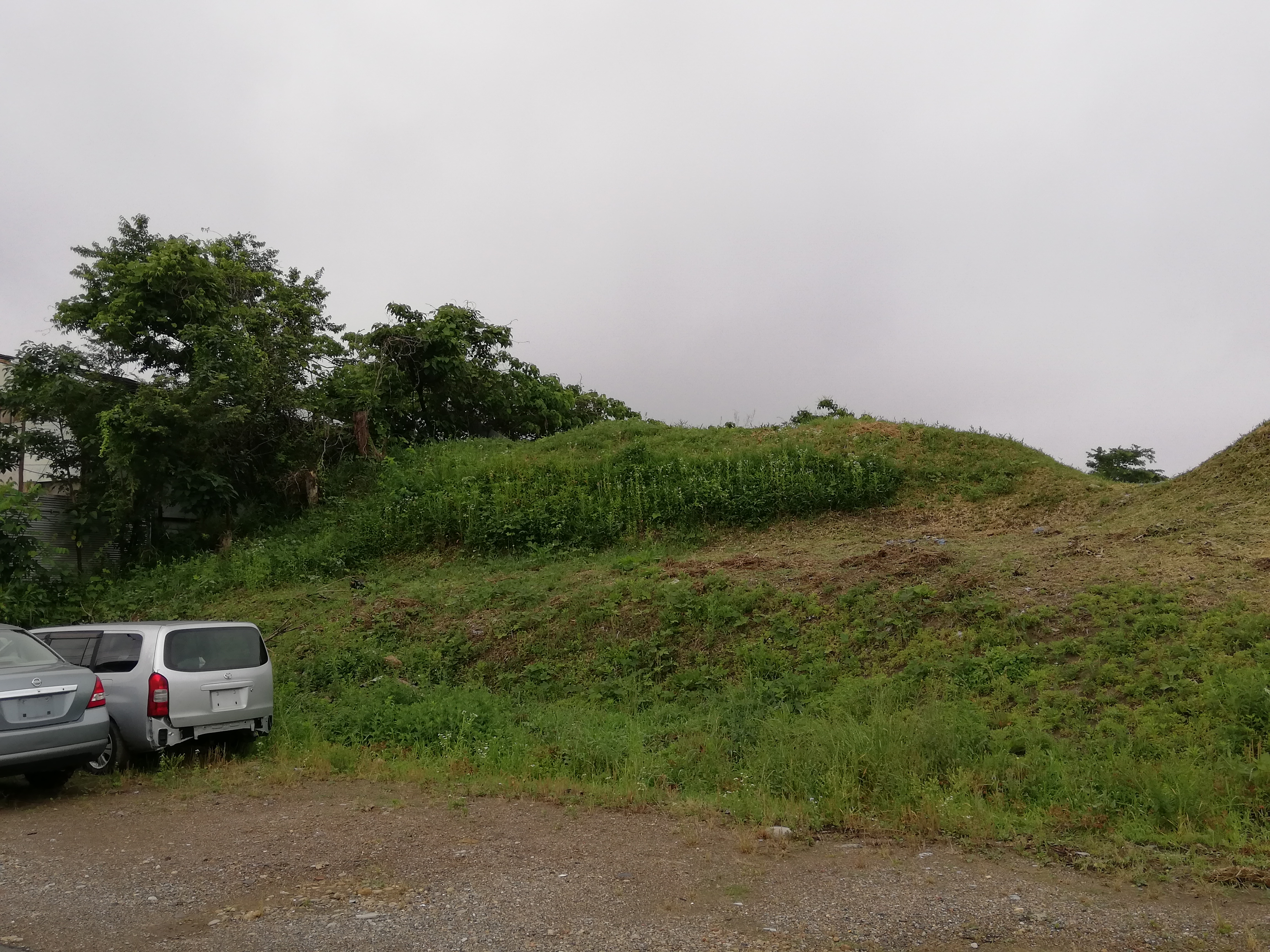
前方部。現存状態は良い。

## 現地情報
所在地
- 岐阜県各務原市鵜沼大伊木町3丁目

交通アクセス
- 鉄道：名古屋鉄道（名鉄）各務原線 名電各務原駅 （徒歩約45分）

関連施設
- 各務原市埋蔵文化財調査センター - ふな塚古墳出土品を保管。

周辺
- 大牧1号古墳 - 各務原市指定史跡。大牧古墳群で唯一完全に現存する古墳。
- 大伊木山西古墳 - 岐阜県道芋島鵜沼線に隣接する古墳。